# 레드락 (음악가)
레드락(Red Roc, 본명: 김용호, 1981년 8월 14일 ~ )은 대한민국의 싱어송라이터이자 프로듀서이다. 2007년 싱글 앨범 〈Hello〉로 정식 데뷔하였다.

## 음악

### 싱글 앨범
- 〈Hello〉 (2007)
- 〈I Believe〉 (2011)
- 〈Good Times〉 (2012)
- 〈Ballin〉 (2019)
- 〈Come My Way〉 (2019)

### 피쳐링
- 2002년 DJ DOC single"  Street Life"
- 2003년 DJ DOC " One Night "
- 2004년 DJ DOC " I WANNA "
- 2005년 45 RPM  " 리기동"
- 2005년 휘성  " Good Bye Luv"
- 2006년 김도향 " 바보처럼 살았군요 " with Dj DOC
- 2006년 채연  " 세번째 사랑"
- 2006년 4월 20일 이정 - 3rd Album 《Rebirth Of Regent》
- 2007년 RED ROC 1st EP " Hello "
- 2008년 거미 " 거울을 보다가 "
- 2008년 11월 17일 M&A - Project Album 《M&A》
- 2009년 서태지 [더 뫼비우스] 하여가 Remix
- 2009년 애프터스쿨 첫 싱글 produce
- 2009년 제국의 아이들 produce
- 2009년 원투 with 서인영 못된여자 produce
- 2010년 9월 3일 용감한 형제 - 1st Album 《The Classic》
- 2010년 DJ DOC " I BELIEVE " produce
- 2011년 2월 22일 얀키 - 1st Album 《Lost In Memories》
- 2013년 Wassup 1st Single " Wassup" produce
- 2013년 김진표 " 동네 나쁜형"  produce
- 2016년 10월 3일 MASTA WU - 야마하 (Feat. Red Roc, Okasian)